# Мархель, Михаил Михайлович
Михаил Михайлович Мархель (бел. Міхаіл Міхайлавіч Мархель; род. 10 марта 1966, Минск) — советский и белорусский футболист, нападающий; тренер. Главный тренер сборной Беларуси до 19 лет.

## Биография
В 1984—1986 годах играл в чемпионате белорусской ССР за «Шинник» (Бобруйск). В 1986—1987 был в составе «Динамо» (Минск), но в чемпионате СССР не играл. В 1987—1988 выступал во второй лиге за «Днепр» (Могилёв), следующие 4 сезона провёл в минском «Динамо».
В 1992 году играл за югославскую «Будучност». В Югославии забил в одном из первых матчах, был на виду, но вскоре порвал связки на ноге, после чего пришлось долго лечиться. Из-за нестабильной политической обстановки переехал играть в Венгрию, в клуб «Ньиредьхаза».
В 1993—1996 играл в России за «Спартак» (Владикавказ) (1993—1994), «Торпедо» (Москва) (1995), «Черноморец» (Новороссийск) (1996).
В 1997—1998 годах не играл, карьеру завершил в Беларуси в «Торпедо-МАЗ» (1999), «Молодечно» (1999), «Звезде-ВА-БГУ» (2001).
В 1994 году провёл три матча за сборную Беларуси.
С 2000 года работал тренером, старшим и главным тренером в клубных и юношеских сборных командах Беларуси.
20 июня 2019 назначен главным тренером сборной Беларуси. 5 апреля 2021 года стало известно, что Мархель покидает свой пост.
В ноябре 2021 года назначен на должность главного тренера сборной Беларуси по футболу до 19 лет.
Младший брат Юрий также футболист.